# Loxandrus piciventris
Loxandrus piciventris är en skalbaggsart som beskrevs av Leconte 1848. Loxandrus piciventris ingår i släktet Loxandrus och familjen jordlöpare. Inga underarter finns listade i Catalogue of Life.